# Eugenio Torre
Eugenio Torre é um jogador de xadrez das Filipinas, com diversas participações nas Olimpíadas de xadrez. Torre participou de todas as edições entre 1970 e 2006 e edição de 2010 tendo conquistado três medalhas de bronze nas edições de 1974, 1980 e 1986.